# التنازع على الأولوية بالنظرية النسبية
قدم ألبرت أينشتاين نظريتي النسبية الخاصة والعامة في منشورات لم تحتوي على مصادر رسمية للأبحاث السابقة، أو استشهدت بعدد صغير من نتائج أسلافه الباحثين الأساسية التي استندت عليها نظرياته، والتي من أهمها أبحاث هندريك لورنتس للنسبية الخاصة، وأبحاث كارل غاوس، بيرنارد ريمان، وإرنست ماخ للنسبية العامة. وبذلك، تعاقبت الادعاءات التي تقول بأن تشكل النظريتين تم بشكل جزئي أو كلي بواسطة آخرين قبل آينشتاين. فالقضية المطروحة تتعلق بمدى فضل آينشتاين وغيره في تشكيل هذه النظريات، وذلك استنادا على اعتبارات الأولوية.
بالإمكان الاطلاع على المسار التاريخي العام لتطور النظريتين، بما في ذلك من إسهامات لعلماء آخرين، في المقالين: تاريخ النسبية الخاصة وتاريخ النسبية العامة.

## علماء ينسب لهم الفضل
بخصوص النسبية الخاصة، فإن أهم الأسماء التي تُذكر في النقاشات عن توزيع الفضل هم ألبرت آينشتاين، هندريك لورنتس، هنري بوانكاريه، وهيرمان مينكوفسكي. كما يؤخذ في الاعتبار العديد من العلماء الآخرين، إما لتوقعاتهم لبعض جوانب النظرية، أو لإسهاماتهم في تطوير وتبلور النظرية، منهم فولديمار فويغت، أوغست فوبل، جوزيف لارمور، إميل كوهن، فريدريك هازينول، ماكس بلانك، ماكس فون لاوي، غيلبرت نيوتن لويس وريتشارد تولمان، وغيرهم. وبالإضافة إلى ذلك، فهناك جدال قائم حول الإسهامات المزعومة لآخرين مثل أولينتو دي بريتو، وزوجة آينشتاين الأولى ميلفا ماريك، إلا أنهما لم يؤخذا في اعتبار أي علماء جادين كأصحاب إسهامات.
أما بخصوص النسبية العامة، فهناك جدال حول مدى الفضل الذي يجب أن ينسب إلى آينشتاين، مارسيل غروسمان، وديفيد هيلبرت. هناك الكثير من العلماء الذين أسهموا في تطوير الأدوات الرياضية والأفكار الهندسية التي تستند عليه نظرية الجاذبية، مثل غاوس، ريمان، ويليام كينغدون كليفورد، ريتشي، غونار نوردستروم، وليفي تشيفيتا. كما أن هناك جدال قائم حول الإسهامات المزعومة لآخرين مثل بول غيربر.

## حقائق معروفة ومسلم بها

### النسبية الخاصة
- جادل هنري بوانكاريه في بحث بعام 1889 بأن الأثير قد لا يكون قابلا للرصد،[2] وفي هذه الحالة فإنه يكون مشكلة ميتافيزيقية، واقترح أن مفهوم الأثير قد يتم طرحه بعيدا كمفهوم عديم الجدوى. ومع ذلك، ففي الفصل العاشر من الكتاب، اعتبر بوانكاريه الأثير «فرضية ملائمة»، واستمر في استخدام المفهوم في أوراق بحثية أخرى في عام 1908 و1912.[3]
- في عام 1985، جادل بوانكاريه بأن نتائج كتلك التي حصل عليها مايكلسون ومورلي (في تجربة مايكلسون-مورلي) تظهر أنه من المستحيل أن نحدد حركة مطلقة للمادة أو الحركة النسبية للمادة بالنسبة للأثير. وفي بحث نُشر عام 1900، وصف ذلك بمبدأ الحركة النسبية، أي أن قوانين الحركة يجب أن تكون هي نفسها في كل الأطر القصورية. ومن المصطلحات البديلة التي استخدمها بواكاريه: «نسبية المكان» و«مبدأ النسبية».[4] في عام 1904، وسع بوانكاريه المبدأ بقوله: «وفقا لمبدأ النسبية، يجب أن تكون قوانين الظواهر الفيزيائية هي نفسها بالنسبة لمراقب ثابت كما هي بالنسبة لمراقب متحرك بحركة منتظمة، وبالتالي فإننا لا نملك الوسائل، ولا نستطيع أن نملكها، لكي نحدد ما إذا كنا متحركين على هذا النحو». رغم ذلك، فقد ذكر بوانكاريه أيضا أننا لا نعرف ما إذا كان هذا المبدأ سيكون صحيحا، وأنه أمر مشوق أن نحدد ما ينطوي عليه المبدأ.
- ذكر بوانكاريه في بحث نشره عام 1900، أن الإشعاع قد يتكون من مائع زائف له كتلة تساوي . وقد اشتق هذا التفسير من نظرية لورنتس للإلكترونات التي تضمنت ضغط إشعاع ماكسويل.
- وصف بوانكاريه طريقة تزامن ساعات مرجعية بالنسبة لبعضها البعض في بحثين من أبحاثه، بحيث تكون الأحداث التي تقع متزامنة في إطار مرجعي واحد غير متزامنة في أي إطار آخر. وهو ما شابه ما اقترحه آينشتاين لاحقا. رغم ذلك، فقد ميز بوانكاريه بين الزمن «المحلي» أو «الظاهري» للساعات المتحركة، وكذلك الزمن «الحقيقي» للساعات المرجعية في الأثير. وفي بحث بعام 1902، جادل قائلا «في يوم من الأيام، بلا شك، سيطرح الأثير بعيدا لعدم جدواه».
- نُشرت ورقة لورنتس التي تحتوي على التحولات التي تحمل اسمه عام 1904.
- اشتق آينشتاين معادلات لورنتس مستخدما مبدأ ثبات سرعة الضوء ومبدأ النسبية في بحث بعام 1905. وقد كان هو أول من يجادل بأن هذه المبادئ (بصحبة افتراضات معينة أخرى عن تجانس وتناحي الفضاء، والتي يسلّم بها الفيزيائيون النظريون) كافية لاشتقاق النظرية. وقد قال آينشتاين: «سيثبُت أن وجود أثير ناقل للضوء غير ضروري نظرا لأن التي ستتطور هنا لن تحتاج لفضاء مطلق الثبات وذي خصائص خاصة، ولا أن تعين متجه سرعة لنقطة في الفضاء الفارغ حيث تأخذ العمليات الكهرومغناطيسية مجراها». لم تحتوي ورقة آينشتاين البحثية (الكهروديناميكا) على أي مصادر رسمية للأبحاث الأخرى. فهي لم تذكر في قسمها التاسع، الجزء الحادي عشر، أن نتائج الورقة البحثية تتفق مع كهروديناميكا لورنتس. كما أن بوانكاريه لم يُذكر في هذه الورقة هو الآخر، رغم أن آينشتاين استشهد به في ورقة بحثية كتبها في العام التالي.
- في عام 1905، كان آينشتاين أول من يشير إلى أنه إذا فقد جسما ماديا طاقة (بالإشعاع أو بالحرارة) بمقدار {\displaystyle \Delta E}، فإن كتلته تقل بمقدار.{\displaystyle \Delta E/c^{2}}.[4]
- ظهر هيرمان مينكوفسكي عام 1907 أنه بالإمكان وصف نظرية النسبية الخاصة بامتياز باستخدام زمكان رباعي الأبعاد، والذي يدمج بعد الزمن مع الثلاثة أبعاد المكانية.
- عاد آينشتاين عام 1920 إلى مصطلح الأثير الذي لا يملك أي حالة حركة.[5][6]